# La Torre de Fontaubella
La Torre de Fontaubella település Spanyolországban, Tarragona tartományban. La Torre de Fontaubella Pradell de la Teixeta, L'Argentera és Colldejou községekkel határos. Lakosainak száma 119 fő (2024).

## Népesség
A település népessége az elmúlt években az alábbi módon változott:
| Lakosok száma | 36   | 484  | 162  | 129  | 71   | 130  | 147  | 126  | 138  | 119  |
|               | 1717 | 1887 | 1936 | 1960 | 1986 | 2004 | 2009 | 2014 | 2019 | 2024 |